# Templo de Roma e Augusto

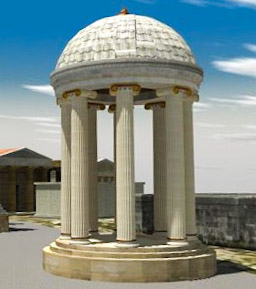
Reconstrução digital do Templo de Roma e Augusto na Acrópole.

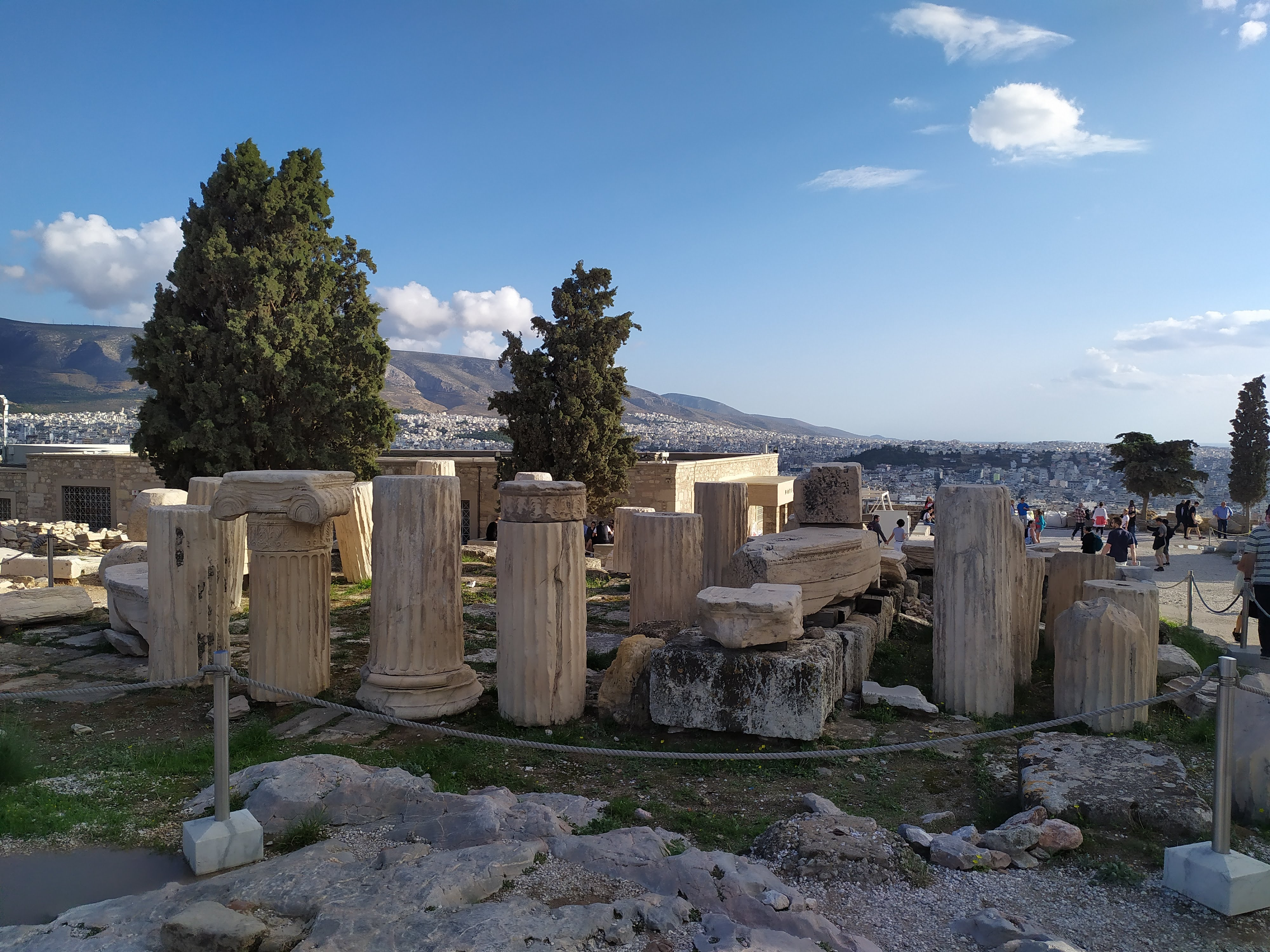
Ruínas do templo na Acrópole

O Templo de Roma e Augusto foi um templo jônico circular monopteral construído na Acrópole de Atenas por volta de 19 a.C., provavelmente coincidindo com a segunda visita de Augusto a Atenas. A estrutura estava alinhada axialmente com a entrada oriental do Partenon, colocada 23 m (75 pés) a leste. O templo, que afirmava a divindade de Roma e o culto imperial no contexto do centro religioso da Acrópole, era um monumento de propaganda erguido em um momento de tensão entre Roma e Atenas. Suas ruínas permanecem na Acrópole.

## Descrição
O templo de mármore pentélico tinha no seu maior diâmetro 8,6 m (28 pés), e provavelmente media 7,36 m (24,1 pés) de altura. O edifício tinha um degrau e um estilóbato no qual suas nove colunas ficavam. Não tinha parede interna, tornando-o um monóptero, e poderia ter sido a moldura ou cenário para uma estátua ou outro objeto de culto. Em estilo, ele lembra as colunas do Erecteion, com motivos florais elaboradamente esculpidos no topo do fuste, tornando-se um dos primeiros exemplos do estilo neoático clássico romano. O epístilo inscrito estava sobre a intercoluna central que era ligeiramente mais larga que as outras e evidentemente voltada para o leste. O edifício tinha um telhado cônico inclinado de mármore. Uma grande fundação quadrada, com lados de 11–12 m (36–39 pés), foi preservada e foi investigada por Kavadias e Kawerau durante as escavações de 1885–1890. A partir de então, tem sido consenso que esta era a fundação do templo. A fundação consiste em duas fiadas de grandes blocos de tufo derivados de outro edifício mais antigo. A construção aparentemente coincidiu com o reparo do lado oeste do Erecteion, já que um bloco de geison de lá foi encontrado embutido nas fundações do templo circular. Uma inscrição em estilo pseudo-estoico arcaico na arquitrave diz:

O Povo (dedicou este templo) à Deusa Roma e Augusto César, quando o general hoplita era Pammenes, filho de Zenon, de Maratona, sacerdote da Deusa Roma e Augusto Soter na Acrópole, quando a sacerdotisa de Atena Polias era Megiste, filha de Asklepiades de Halai, no arcontado de Areios, filho de Dorion, de Paiania. IG II3 4, 10

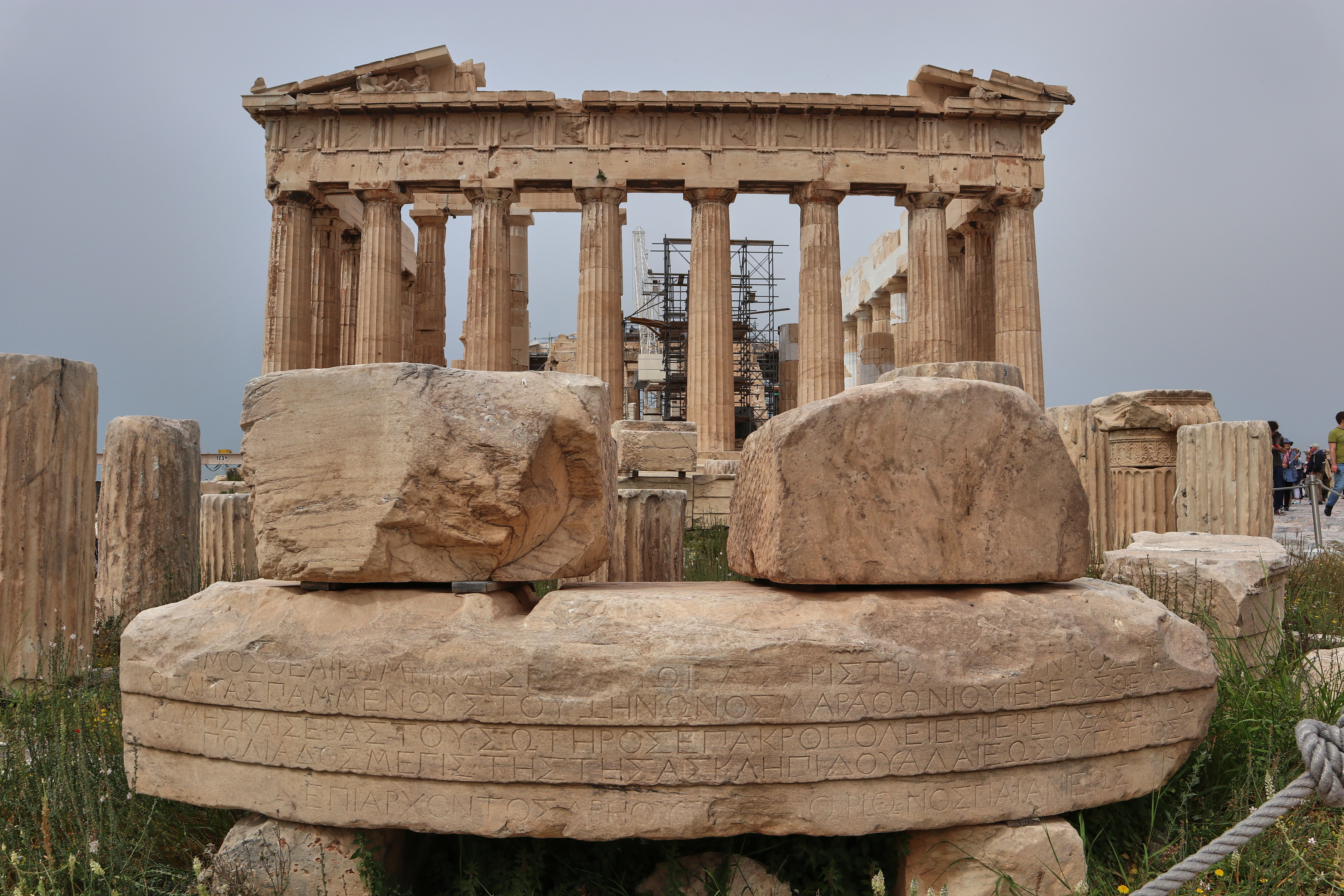
Arquitrave inscrita do Templo de Roma e Augusto, em frente ao Partenon.

Dião Cássio afirma que, no inverno de 22–21 a.C., Augusto visitou Atenas, ocasião em que a estátua de Atena no Partenon, que normalmente ficava voltada para o leste, virou-se para o oeste e cuspiu sangue na direção de Roma. Isso implica uma hostilidade evidente por parte de Atenas em relação a Augusto, quando a cidade já havia se aliado a Antônio na Guerra Civil. Foi somente na segunda visita de Augusto, após sua vitória diplomática sobre a Pártia, quando participou dos ritos eleusinos, que as relações devem ter descongelado o suficiente para a troca de honras.
A colocação do monumento na Acrópole, então, sinalizou a disposição ateniense de abraçar o culto imperial e o regime augustano. O significado da localização do templo pode ter outro significado, no entanto. Ou a sua colocação no "campo da vitória" poderia significar a tentativa ateniense de contextualizar o poder romano no longo período de conquistas marciais gregas e, assim, subordiná-lo sutilmente. Ou sua criação, juntamente com um programa de obras públicas contemporâneas, representou evidência da romanização entusiástica da cidade.